# Eutolmus lusitanicus
Eutolmus lusitanicus är en tvåvingeart som beskrevs av Friedrich Hermann Loew 1854. Eutolmus lusitanicus ingår i släktet Eutolmus och familjen rovflugor. Inga underarter finns listade i Catalogue of Life.